# Parti du peuple palestinien
Le Parti du peuple palestinien (arabe: حزب الشعب الفلسطيني Hizb al-Sha'b al-Filastini) est un parti politique palestinien fondé en 1982, issu de l'ancien Parti communiste palestinien. C'est un parti socialiste présent sur le territoire palestinien et au sein de la diaspora palestinienne.
Le parti tire ses origines du Parti communiste palestinien, créé en 1919. Après la création de l'État d'Israël et l'annexion jordanienne de la Cisjordanie, les communistes palestiniens rejoignent le Parti communiste jordanien, accroissant les effectifs et la force de celui-ci.
Le parti a été très présent au sein du mouvement syndical palestinien, et a eu une popularité considérable en Cisjordanie au cours des années 1970. Dans la Bande de Gaza, une organisation communiste concurrente a été créée.
En février 1982, le parti communiste palestinien a été recréé. Le parti était dirigé par Bachir Barghouti. Le parti communiste est considérablement affaibli après la chute de l'union soviétique et le parti communiste devient le Parti du peuple palestinien.
Le parti se présente à l'élection présidentielle de janvier 2005. Le candidat Bassam Al-Salhi n'obtient que 2,67 % des voix.
Aux élections législatives de 2006, le PPP forme une liste électorale commune du nom d'Al-badeel avec des partis et des indépendants de gauche comme le Front démocratique pour la libération de la Palestine et l'Union démocratique palestinienne.
La liste reçoit 2,8 % des voix et obtient deux députés au parlement palestinien.